# Geodiversitat

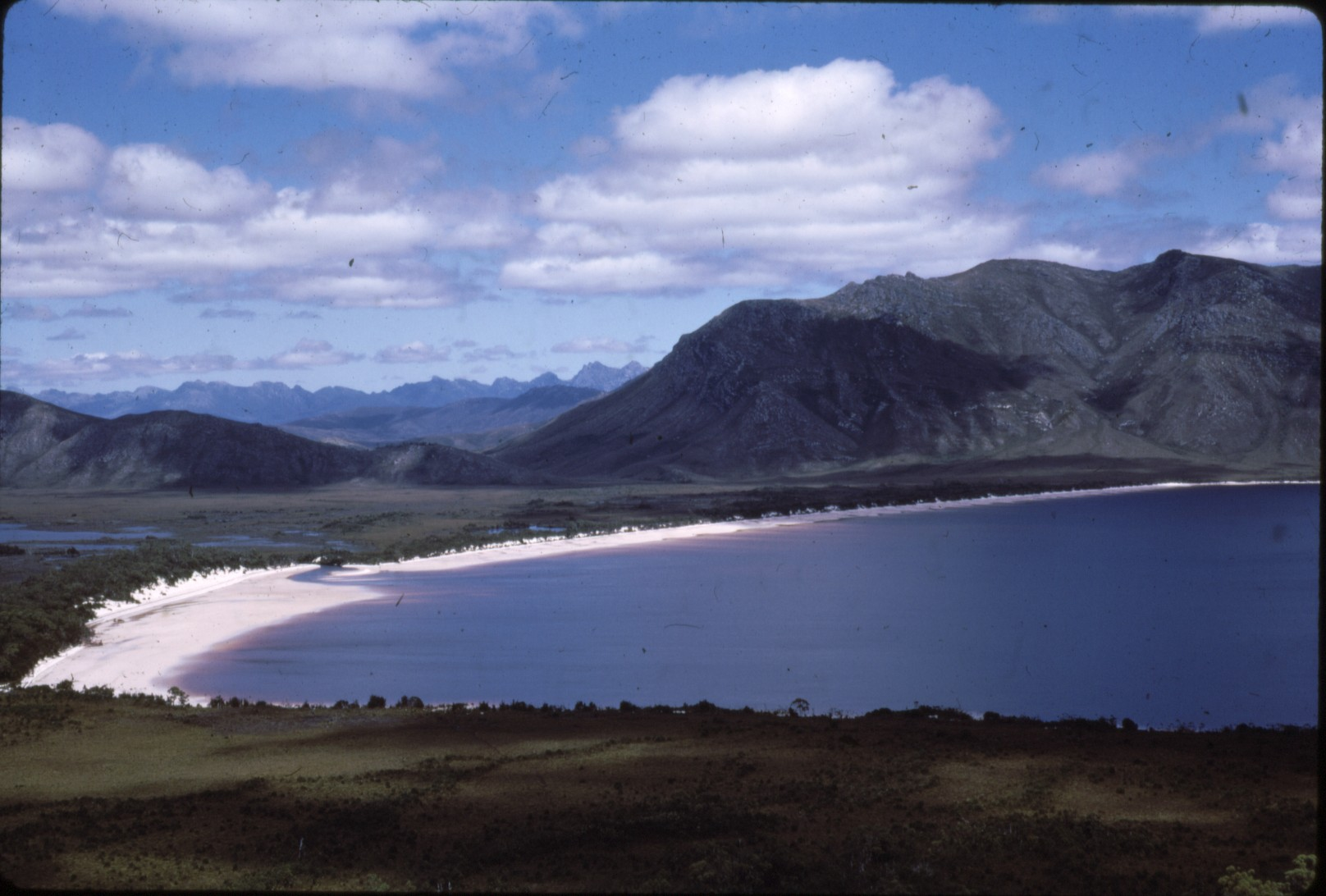
Llac Pedder, al sud-oest de Tasmània, abans de la inundació com a part d'un desenvolupament hidroelèctric. Submergir aquesta zona, amb el seu conjunt de relleus característics i el seu patrimoni geològic, amb 15 m d'aigua va ser un dels nombrosos detonants de la filosofia de geoconservació

La geodiversitat és el conjunt de la varietat o diversitat geològica d'una regió o territori, tenint en compte elements com estructures sedimentàries o tectòniques, materials, com roques, fòssils o sòls, i incloent-hi els trets geomorfològics del relleu i els recursos naturals energètics i hídrics. La seva magnitud depèn de la freqüència i distribució d'aquests elements i del registre de la història geològica regional.
La geodiversitat d'una zona és el reflex de la seva història geològica, el resultat de milions d'anys de processos i esdeveniments geològics, tals com la sedimentació, deformació tectònica, plutonisme, metamorfisme, vulcanisme, transgressions i regressions marines, diagènesi, erosió, etc., que queden registrats físicament a les roques. Pot ser quantificada, ja que està formada per elements geològics, que es mostren en afloraments o formes del relleu amb límits finits, mesurables, permetent estimar la seva freqüència, distribució i fer comparacions entre diferents regions. No es distribueix ni s'estudia arreu del planeta de manera homogènia; la identificació de punts crítics de geodiversitat pot ser indicativa no sols de la seva distribució, sinó també d'iniciatives de geoconservació; en aquest sentit, val la pena destacar que la biodiversitat d'un ecosistema es deu, en part, a la geologia subjacent.